# Адам Руні
Адам Руні (англ. Adam Rooney, нар. 21 квітня 1988, Дублін) — ірландський футболіст, нападник клубу «Герефорд».

## Клубна кар'єра
Вихованець клубу «Трамлін Юнайтед» зі свого рідного міста Дублін. Влітку 2005 року Адам Руні підписав контракт з англійським «Сток Сіті», що виступав у Чемпіоншіпі. Свій перший сезон у «Стоку» Руні почав як гравець резервної команди, і лише на другій рік дебютував в основі, вийшовши на заміну у другому таймі в матчі Кубку Англії проти команди «Тамворт». Перший гол у складі «гончарів» Руні забив 17 квітня 2006 року «Редінгу». У цьому ж сезоні Руні оформив хет-трик у ворота «Брайтона», ставши наймолодшим гравцем в історії «Сток Сіті», який оформив хет-трик, побивши рекор Стенлі Метьюза, що тримався понад півсторіччя.
Проте закріпитись в основі «Стока» Руні не зумів і 16 березня 2007 року на правах оренди перейшов в клуб Першої англійської ліги «Йовіл Таун» на місяць. Пізніше оренда була продовжена до кінця сезону, але навіть у третьому за рівнем дивізіоні Англії Адам провів лише 3 матчі. 9 травня 2007 року Руні повернувся в розташування «Сток Сіті», але вже в серпні того ж року перейшов в «Честерфілд», знову на правах оренди. За «Честерфілд» до січня Руні провів 22 матчі і забив 6 м'ячів у Другій лізі, після чого був відданий в оренду в «Бері», за який провів ще 16 матчів в тому ж дивізіоні.

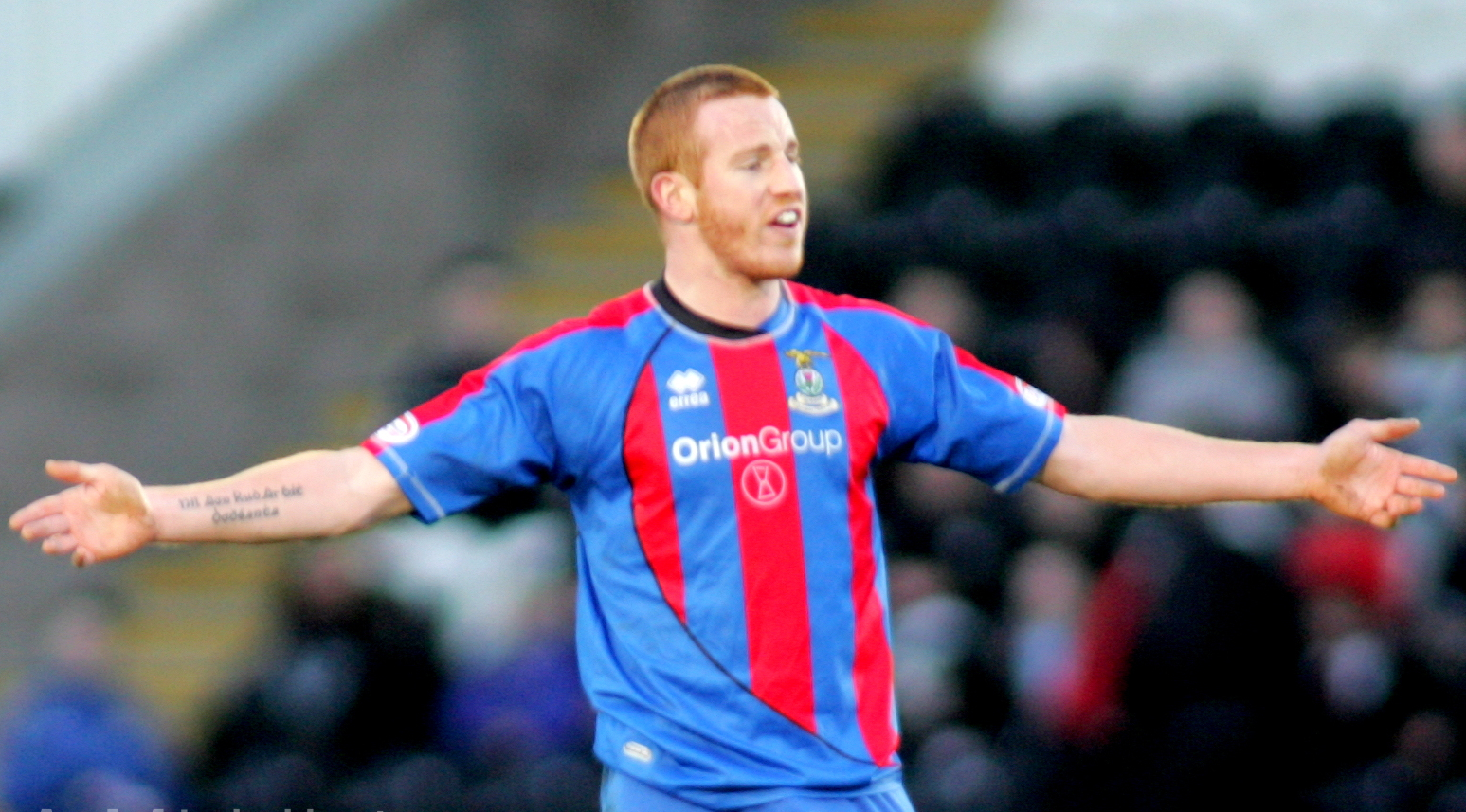
Адам Руні під час виступів за «Інвернесс». 12 лютого 2011 року.

19 липня 2008 року Руні приєднався до шотландської команди «Інвернесс Каледоніан Тісл», підписавши з нею трирічний контракт. Руні забив свій перший гол за «Інвернес» в матчі проти клубу «Сент-Міррен», який закінчився з рахунком 2:1 на користь «святих». У сезоні 2009/10 він був нагороджений «Irn-Bru» як «Феноменальний гравець року». Він був найкращим бомбардиром Першого дивізіону з 24 голами, в останньому матчі Адам Руні забив гол «Данді», найближчому за очками супернику «Інвернесса», але цей матч вже нічого не вирішував для обох команд. Після гри команди були нагороджені, а «Інвернес», вигравши золоті медалі, повернувся у Прем'єр-лігу.
Після закінчення свого контракту з «Інвернессом» влітку 2011 року Руні підписав дворічний контракт з командою англійського Чемпіоншіпу «Бірмінгем Сіті». Проте знову закріпитись в Англії гравець не зумів і змушений був виступати в клубах першої англійської ліги «Свіндон Таун» та «Олдем Атлетик».
23 січня 2014 року Руні підписав контракт на два з половиною з шотландським «Абердином» і в тому ж сезоні виграв з командою Кубок шотландської ліги, забивши вирішальний післяматчевий пенальті у фінальному матчі. У наступному сезоні «Абердин» став віце-чемпіоном країни, а Руні забив 18 голів в чемпіонаті і став найкращим бомбардиром чемпіонату Шотландії, а також втрапив до символічної збірної сезону. Наразі встиг відіграти за команду з Абердина 58 матчів в національному чемпіонаті.

## Виступи за збірну
У 2005 році Руні виступав за юнацьку збірну Ірландії (до 18 років) на «Європейському Молодіжному Олімпійському Фестивалі» у Ліньяно-Сабб'ядоро. Руні показував хороші результати протягом всього турніру і його команда завоювала бронзові медалі. 14 травня 2007 року Руні відзначився хет-триком за ірландську збірну (до 19 років) у ворота збірної Болгарії на відбірковому етапі чемпіонату Європи з футболу серед юнаків до 19 років 2007 року.
Протягом 2007–2010 років залучався до складу молодіжної збірної Ірландії. На молодіжному рівні зіграв у 9 офіційних матчах.

## Титули і досягнення

### Командні
- Володар Кубка шотландської ліги: 2013-14

### Індивідуальні
- Найкращий бомбардир чемпіонату Шотландії: 2014-15 (18 голів)